# Carlo Delcroix
Carlo Delcroix (Firenze, 22 agosto 1896 – Roma, 25 ottobre 1977) è stato un militare, politico e scrittore italiano, decorato della Medaglia d'Argento al Valor Militare.

## Biografia
Nato a Firenze, da Giuseppe e Ida Corbi, fratello del pittore Giacomo Delcroix (1894 - 1972) e padre della scrittrice e storica Rita Delcroix (1936 - 2020), il nonno paterno proveniva dal Belgio e la nonna paterna dalla Lorena francese. Il nonno Nicola, dopo aver partecipato ai moti del 1848 in Belgio e in Francia, si era trasferito in Italia, lavorando come appaltatore e stabilendosi infine a Firenze. Carlo Delcroix fu convinto interventista e dopo aver frequentato la scuola allievi ufficiali di Modena ne uscì nel febbraio del 1916 come aspirante ufficiale.

### Nella prima guerra mondiale
Le esperienze militari per Carlo Delcroix iniziarono subito, nella primavera 1916, quando raggiunse il 3º Reggimento bersaglieri di stanza sul settore alpino (tra la Marmolada ed il Col di Lana). Promosso sottotenente, fu trasferito presso la 17ª Divisione e partecipò alla battaglia per la conquista del monte Sief e della Mesolina, durante la quale si distinse per il coraggio con cui guidò il suo plotone all'assalto dei bastioni del Sasso di Mezzodì.
Ai primi di gennaio 1917 venne nuovamente trasferito e passò alle dipendenze del Comando di Reggimento che lo incaricò di dirigere gli urgentissimi lavori di sgombero dei cumuli di neve da valanga riversatisi sulle mulattiere della Marmolada.
Promosso tenente, nel febbraio 1917 lasciò definitivamente gli incarichi di comando e passò alle dipendenze della Divisione, stabilendosi sotto il bastione della Marmolada (a Malga Ciapéla) presso il comando del Battaglione alpini Val Cordevole, con l'incarico di istruire i neocostituiti reparti di arditi "Fiamme verdi" al lancio delle bombe a mano. E proprio qui avvenne il tragico incidente che mutilò Carlo Delcroix, il 12 marzo dello stesso anno.
(Luigi de Grazia, Tenente negli Arditi del 3º Bersaglieri, L'inutile insidia, lettera personale)

Il tenente Minghetti, accorso tra i primi, descrisse così l'orrenda scena del ferimento dell'amico Carlo: 
 Il medico di Malga Ciapéla, il tenente Ravazzoni, raccolse subito il corpo di Delcroix e si prodigò immediatamente per suturare il grave squarcio che aveva sul petto e sulle braccia e per liberare la gola del ferito dal mucchio di pezzi di denti, di gengive e di terra che non gli permettevano di respirare. Inizialmente dato per spacciato, riuscì a sopravvivere alle prime critiche ore passate a Malga Ciapéla e al successivo trasporto in autoambulanza presso l'ospedaletto n. 057 di Caprile. Benché febbricitante e quasi dissanguato, Delcroix restò sveglio per tutta la notte, e si rivolse al medico Ravazzoni dicendogli di non perdere tempo con lui, che si sentiva di dover morire ma non aveva paura, affermando "mi spiace di non essere rimasto sotto i cavalli di frisia del Sasso di Mezzodì".
A seguito dei fatti del 12 marzo, fu decorato con la Medaglia d'Argento al Valor Militare per via dell'abnegazione e del senso del dovere mostrati. Ricoverato a Milano e Torino, si ristabilì sia dal punto di vista fisico che morale e, essendo ormai impossibilitato a partecipare alla guerra combattuta, si prodigò invece nel tenere comizi di propaganda. Tra il settembre 1917 e il novembre 1918 tenne 35 discorsi in tutta Italia, davanti a folle di militari e anche di civili, sviluppando una notevole abilità oratoria. Nel 1921 si sposò con Cesara Rosso di San Secondo, dal marito definita "colei che in me vive la passione dell'opera e mi presta le mani per compirla".
Nel 1934, venne promosso a Maggiore del R.E.

### Deputato fascista
Fu tra i fondatori dell'ANMIG (Associazione nazionale mutilati e invalidi di guerra) e nel 1924 ne divenne il presidente dopo le votazioni al Congresso tenutosi a Fiume. Fu eletto parlamentare nel 1924 nel listone fascista. Nonostante vari segni di dissenso durante la vicenda successiva al delitto Matteotti, il 16 novembre 1924 tenne un discorso alla Camera di totale appoggio al Governo, motivando il proprio voto di "piena fiducia" dato al governo il giorno prima.
Fu confermato parlamentare fascista nel 1929 e nel 1934, e nel 1939 divenne consigliere della Camera dei Fasci e delle Corporazioni. 
Nel 1936, col Re e la Regina, inaugurò la Casa Madre dei Mutilati e delle Vedove di Guerra, a Roma.
Fu contrario all'alleanza con la Germania e fu arrestato nell'ottobre 1943. 
Negli anni finali della guerra, 1944-1945, fu costretto a nascondersi in casa di un amico a Roma, essendo ricercato dai nazifascisti che lo ritenevano un traditore a causa del suo diniego di trasferire a Stresa la sede dell'ANMIG.

### Nel secondo dopoguerra
Dopo la fine della Seconda guerra mondiale, le attente ricerche contro le illegali acquisizioni di beni durante il ventennio da parte degli ex-fascisti portarono Delcroix a vedersi sequestrare le protesi delle braccia, etichettate come "proventi del regime". Sempre nel primissimo secondo dopoguerra aderì al Partito Nazionale Monarchico con cui venne eletto deputato alle elezioni politiche del 1953; cinque anni dopo fu il primo dei non eletti mentre nel 1963 si presentò con la lista Partito Democratico Italiano di Unità Monarchica senza successo. A seguito di questa sconfitta, si ritirò dalla vita politica.
Delcroix morì il 25 ottobre 1977. È sepolto presso il Cimitero del Verano di Roma.

## Attività culturale

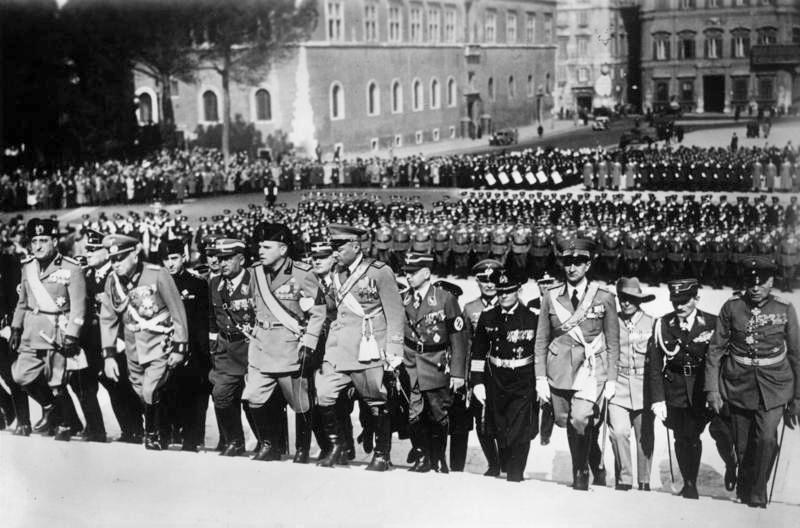
Carlo Edoardo di Sassonia-Coburgo-Gotha, presidente della Croce Rossa tedesca, al Monumento al Milite ignoto di Roma, il 19 marzo 1938.

Fu anche un intellettuale: presidente dell'Ente fascista di cultura fiorentino, presidente dell'Ente autonomo del Regio Politeama Fiorentino Vittorio Emanuele II (il teatro che poi sarà conosciuto come Teatro comunale di Firenze), diede vita al Maggio Musicale Fiorentino.
Collaboratore del Corriere della sera, della Nazione, dell'Illustrazione italiana, dell'Ente italiano audizioni radiofoniche (EIAR). 
Fu anche autore di notevoli romanzi, novelle e poesie, e fu vincitore del Premio Viareggio. Ricevette inoltre la laurea honoris causa dalla facoltà di lettere dell'università di Bologna. Dopo la guerra collaborò con Il Tempo di Roma.

## Opere
- Guerra di popolo, Vallecchi, Firenze, 1921.
- I dialoghi con la folla, Firenze, 1922.
- Il sacrificio della parola, Firenze, 1924.
- Sette santi senza candele, Vallecchi, Firenze, 1925.
- Un uomo, un popolo, Firenze, 1928.
- Il nostro contributo alla vittoria degli Alleati, Firenze, 1931.
- I miei canti, Vallecchi, Firenze, 1932.
- La parola come azione, Vallecchi, 1936.
- La Strada, Vallecchi, 1947.
- D'Annunzio e Mussolini, Le Lettere, Firenze, 1959.
- Quando c'era il Re, Rizzoli, Milano, 1959.
- Sonetti fiorentini, Pisa, 1971.